# Chloroclysta coarctata
Chloroclysta coarctata är en fjärilsart som beskrevs av Pierre Millière 1888. Chloroclysta coarctata ingår i släktet Chloroclysta och familjen mätare. Inga underarter finns listade i Catalogue of Life.